# 哈雷区
哈雷区（德語：Bezirk Halle）是德意志民主共和国的一个区（Bezirk），行政中心为哈雷。

## 历史
该区与其他东德的十三个区成立于1952年7月25日，替代了德国传统上的联邦州行政区划。1990年10月3日两德统一后，该区成为了萨克森-安哈尔特的一部分。

## 下分区划
该区下分23个县（Kreise）：计3个城市县（Stadtkreise）、20个乡村县（Landkreise）。
- 城市县：哈雷、德绍、Halle-Neustadt[2]
- 乡村县：Artern、Aschersleben、Bernburg、Bitterfeld、Eisleben、Gräfenhainichen、Hettstedt、Hohenmölsen、Köthen、Merseburg、Naumburg、Nebra、Quedlinburg、Querfurt、Roßlau、Saalkreis、Sangerhausen、Weißenfels、Wittenberg、Zeitz